# Deebo Samuel
Tyshun Raequan Samuel (Inman, Carolina del Sur, 15 de enero de 1996) más conocido como Deebo Samuel, apodado Sweet Feet, es un jugador profesional estadounidense de fútbol americano que se desempeña en la posición de Wide receiver en Washington Commanders, equipo de la National Football League (NFL).

## Carrera
Fue seleccionado en la segunda ronda en la Reunión Anual de Selección de Jugadores de la NFL de 2019. Hizo su debut profesional con el equipo San Francisco 49ers, donde lleva jugando cinco temporadas.